# Pseudicius wadis
Pseudicius wadis är en spindelart som beskrevs av Prószynski 1989. Pseudicius wadis ingår i släktet Pseudicius och familjen hoppspindlar. Inga underarter finns listade i Catalogue of Life.